# 필리핀의 언어
필리핀에는 분류법에 따라서 120개에서 175개의 언어가 있다. 그리고 4개의 언어는 더 이상 사용되지 않는다. 거의 대부분이 말레이폴리네시아어파고, 차바카노어는 로망스어군에서 유래된 크리올이다. 2015년을 기준으로 타갈로그어와 영어가 공식어이고, 19개의 언어가 공식적인 보조어이다. 필리핀의 토속 문자인 바이바이인은 더 이상 사용되지 않으며, 대신 오늘날에는 스페인과 미국의 식민지 시대의 경험으로 인해 라틴 문자 표기가 사용된다.
필리핀의 국어는 타갈로그어, 공용어는 타갈로그어와 영어이지만, 모국어로 사용되는 언어는 합계 172개에 이른다. 이것들은 모두 오스트로네시아어족으로 분류되지만 거의 의사 소통을 할 수 없을 정도로 차이가 있다. 그 밖에 사용되는 언어에는 중국어(베이징어나 푸젠어), 스페인 식민지 시절의 스페인어와 크레올어, 이슬람교도 사이에 사용되는 아랍어가 있다.

## 문자
필리핀인들은 스페인인의 식민지배 이전에 이미 그들의 고유문자를 가지고 있었다. 타갈로그어의 바이바이인 문자, 타그반와어의 타그반와 문자, 부히드어의 부히드 문자, 하누노어의 하누노 문자 등, 각 섬마다 대부분의 동남아 국가와 마찬가지로 인도의 브라프미 문자에서 파생, 발전한 자신들의 고유하고 독특한 문자체계를 갖고 있었다. 필리핀에 전해진 것은 특히 남인도 계열의 것으로, 자바어의 자바 문자에도 영향을 주었다. 그러나 스페인의 식민지 지배 이후, 스페인어가 지배 언어로 쓰이면서, 이들 문자의 표기도 점차 로마자를 사용하기 시작하였으며, 오늘날에는 장식용 등 제한된 경우 이외에는 사용되지 않고 있다. 민도로섬의 부히드 문자 정도가 아직까지 명맥을 유지하고 있다. 일부 필리핀인들은 그들의 문자를 고유문화에 대한 자긍심의 상징으로 사용하기도 한다.

## 공용어
16세기 이후 스페인의 식민통치를 받으면서 오랫동안 스페인어가 공용어로 쓰였다. 1898년 미국-스페인 전쟁 이후 필리핀에 대한 이권이 스페인에서 미국으로 넘어가면서 스페인어의 지위는 힘을 잃었다. 미국의 필리핀 지배이후 1901년 무렵부터 영어교육이 시작되었으며, 필리핀 대통령 마누엘 케손은 민족주의 관점에서 필리핀 고유어 가운데 공용어를 정하려는 시도를 하다가, 결국 1937년에 타갈로그어가 선택되었다. 1940년부터 타갈로그어 교육이 시작되었으나, 이 시기에는 아직 국가공용어로 지정되지는 못하였다. 필리핀 정식 독립 이후 타갈로그어는 공용어가 되었으며, 1960년 이후에는 다시 필리핀어로 이름을 고쳤다.
1987년 필리핀 헌법은 필리핀어를 국어로 선언했다. 각 지역에서 보조 공식어로서의 승인과 함께 필리핀어와 영어가 공용어가 되었다. 보조 공식어로는 아클란어, 비콜어, 세부아노어, 차바카노어, 힐리가이논어, 이바나그어, 일로카노어, 이바탄어, 카팜팡안어, 키나라이아어, 마긴다나오어, 마라나오어, 팡가시난어, 삼발어, 수리가오논어, 타갈로그어, 타우수그어, 와라이와라이어, 야칸어 19개를 포함하며, 스페인어와 아랍어가 선택적, 자발적으로 사용할 수 있다고 공표되었다.
필리핀어는 언어의 기초를 타갈로그어에 두되, 표준어화 과정을 거쳐 일부 요소를 뺐다. 대한민국에서 서울 방언과 표준어가, 중국에서 중국어의 북부방언과 북부방언을 기초로 제정된 보통화가 엄밀한 의미에서 구별되는 것과 비슷하다. 1973년 마르코스 행정부는 필리핀어와 영어를 국가공용어로 지정하고, 스페인어는 배제하였다. 필리핀어는 타갈로그어(특히 수도인 메트로 마닐라에서 사용되는 방언)과 거의 같으나, 국립 필리핀 대학에서 편찬한 필리핀어 사전을 보면, 필리핀의 다른 지역어로부터도 많은 어휘를 받아들였다.
필리핀어는 교육 언어이기도 하지만, 교육에서의 활용도는 영어에 미치지 못하고 있다. 이것은 특히 고급 교육일수록 두드러진다. 출판물 종류에서도 마찬가지로서, 입말이 많이 쓰이는 만화책, 소설 등의 비율은 필리핀어가, 교육, 과학, 기술서적 등은 영어로 출판된다. 그러나 필리핀어는 필리핀 모든 지역과 해외 필리핀인 공동체에서 교역어로 쓰이며, 행정, 교역, 군대 등에서 가장 중요한 말이다.

## 토착어
에스놀로그에 따르면 필리핀에는 182개의 원주민 언어가 있으며, 디카마이어 아그타어, 카타바가어, 타야바스 아이타 그리고 비야비키오사 아그타 4개의 언어는 멸종된 것으로 분류한다. 영어, 스페인어, 스페인어 크레올, 화교들이 쓰는 중국어 방언(필리핀 민난어, 광둥어, 관화)을 그리고 차바카노어를 빼면 모든 언어는 오스트로네시아어족의 말레이폴리네시아어파에 속한다.
100만 명 이상의 화자가 있는 언어는 13개가 있다. 타갈로그어, 세부아노어, 힐리가이논어, 와라이와라이어, 카팜팡안어, 중부 비콜어, 팡가시난어, 마라나오어, 마긴다나오어, 키나라이아어, 그리고 타우수그어가 있다. 이것들 중 하나 이상을 인구의 90% 이상을 네이티브로 말할 수 있다.
로버트 블러스트에 의해 밝혀진 필리핀어군은 북부 술라웨시, 타이완의 야미어를 포함하고 있지만, 술루 제도의 사미-비하우어와 남부 팔라완에서 통용되는 북보르네오어군은 제외되어 있다.
에스카야어는 인공적인 보조 언어이다.
이들 언어를 말하는 사람을 합치면 필리핀 인구의 90%에 이른다. 필리핀 국가 통계국이 작성한 2000년 인구 조사에 의한 원주민어로서 언어는 다음과 같다.
| No | 명칭           | 화자수     |
| -- | -------------- | ---------- |
| 1  | 타갈로그어     | 26,387,855 |
| 2  | 세부아노어     | 21,340,000 |
| 3  | 일로카노어     | 7,779,000  |
| 4  | 힐리가이논어   | 7,000,979  |
| 5  | 와라이와라이어 | 3,100,000  |
| 6  | 카팜팡안어     | 2,900,000  |
| 7  | 해안 비콜어    | 2,500,000  |
| 8  | 팡가시난어     | 2,434,086  |
| 9  | 마라나오어     | 2,150,000  |
| 10 | 타우수그어     | 1,822,000  |
| 11 | 마긴다나오어   | 1,800,000  |
| 12 | 차바카노어     | 1,200,000  |
| 13 | 키나라이아어   | 1,051,000  |
| 14 | 수리가오논어   | 1,000,000  |
| 15 | 마스바테뇨어   | 530,000    |
| 16 | 아클란어       | 520,000    |
| 17 | 이바나그어     | 320,000    |
| 18 | 야칸어         | 110,000    |
| 19 | 스페인어       | 2,000      |
| 20 | 에스카얀어     | 500        |

## 분류
필리핀 고유어들은 몇 가지 하위그룹으로 분류된다.
- 북부 필리핀어: 일로카노어, 카팜팡안어, 팡가시난어, 삼발어 등으로 루손섬 북부와 중부에서 사용된다. 민도로섬에 있는 일부 언어도 이 그룹에 포함된다. 타이완의 야미어도 역시 이 그룹에 속한다.

- 중부 필리핀어: 지리적으로 가장 널리 퍼져 있으며, 가장 많은 화자를 거느리고 있는 그룹이다. 루손섬 중부를 중심으로 하여, 비사야 제도와 민다나오섬 일부도 포함된다. 팔라와노어와 하누노어는 중부 여러 언어 중에서도 그들 나름대로의 하위 그룹을 형성한다. 최대 언어는 타갈로그어이며, 비콜어, 세부아노어, 힐리가이논어, 와라이와라이어 등 많은 화자를 보유한 언어가 포함된다.

- 남부 필리핀어:민다나오섬의 마라나오어, 마긴다나오어, 마노보어, 수바눈어 등이 이에 해당한다. 남부 제어는 지리적, 종교적 영향에 의해 말레이어, 인도네시아어, 산스크리트어, 아랍어 등의 각종 외래어의 영향을 받았다.

아래의 언어군에 속하는 언어는 위의 언어와 상대적으로 먼 관계에 있다.
- 남부 민나다오 제어:민다나오섬 남부의 트볼리어, 블란어 등이 해당된다.

- 사마-바자우어: 술루 아르치펭고섬과 보르네오섬 일부가 포함된다.

- 술라웨시어:상길어, 상기르어의 둘뿐이다.

## 상호소통 가능의 정도
많은 필리핀의 지역어들이 서로 의사소통이 불가능함에도 불구하고, 필리핀인들은 이를 방언으로 간주하고 있다.
다음의 예는 필리핀의 속담 "He who does not look back at his birthplace, will not reach his future."을 각 언어버전으로, 각 언어의 차이를 잘 알 수 있다.
- 아클라논어: Ro uwa' gatan-aw sa anang ginhalinan hay indi makaabut sa anang ginapaeangpan.
- 아시어: Kag tawong waya giruromroma it ida ginghalinan, indi makaabot sa ida apagtuan.
- 방곤어: No fuktaw hadwa bumontag idwan dasog at bato lawan.
- 비콜어: An dai tatao maghiling sa pighalian, dai makakaabot sa padudumanan.
- 세부아노어: Kadtong dili molingi sa gigikanan, dili makaabot sa gipadulongan.
- 이바나그어: I tolay nga ari mallipay ta naggafuananna, ari makadde ta angayanna.
- 일로카노어: Ti saán a tumaliaw iti naggapuanna, saán a makadánon iti papanánna.
- 힐리가이논어: Kon sin-o ang indi makahibalo magbalikid sang iya ginta-uhan, indi makaabot sa iya padulungan.
- 자마마푼어: Soysoy niya' pandoy ngantele' patulakan ne, niya' ta'abut katakkahan ne.
- 카팜팡안어: Ing e byasang malikid king kayang ibatan, e ya makaratang king kayang pupuntan.
- 키나라이아어: Ang indi kamaan magbalikid sa ana ginhalinan, indi makaabot sa ana paaragtunan.
- 오보 마노보어: Iddos minuvu no konnod kotuig nod loingoy to id pomonan din, konna mandad od poko-uma riyon tod undiyonnan din.
- 팡가시난어: Say too ya agga unlingon ed nanlapuan to, agga makasabi ed laen to.
- 삼발 보톨란어: Hay ahe nin nanlek ha pinag-ibatan, ay ahe makarateng ha lalakwen.
- 상길어: Tao mata taya mabiling su pubuakengnge taya dumanta su kadam tangi.
- 시나마어: Ya Aa ga-i tau pa beleng ni awwal na, ga-i du sab makasong ni maksud na.
- 타갈로그어: Ang hindî marunong lumingón sa pinanggalingan ay hindî makararatíng sa paroroonan.
- 타우수그어: In di' maingat lumingi' pa bakas liyabayan niya, di' makasampay pa kadtuun niya.
- 와라이와라이어: An diri maaram lumingi han tinikangan, di maulpot ha kakadtoan.
- 야칸어: Gey tau mayam sibukutan, gey tau tekka kaditaran.

## 방언의 다양성
방언의 다양성 혹은 변이 정도는 각 언어마다 차이가 있다. 타갈로그어나 카팜팡안 어 같은 경우에는 방언간의 차이가 적고 비교적 균질화되어 있는 반면에 비콜지역의 비콜어는 각 마을, 각 도시마다 방언 차이가 날 정도로 분화가 심하다. 다음은 Were you there at the market for a long time?라는 문장을 비콜어의 각 방언으로 나타낸 것이다.
- Haloy ka duman sa saod? (나가 시:표준 비콜어 방언)
- Naeban ika sadto sa sa-ran? (이리가 시)
- Uban ika adto sa saod? (리본 지역)
- Huray ka doon sa saod? (판단 지역)
- Naegey ika adto sa sa-ran? (부히 지역)
- Eley ka idto sa sed? (오아스 지역)
- Dugay ka didto sa palengke? (티카오 지역)
- Awat ka didto sa plasa? (구밧 지역)

- Matagal ka doon sa palengke? (타갈로그어)
- Nagdugay ka didto sa tyangge? (일롱고어)

## 의미의 분화, 변형
필리핀 여러 언어 사이의 상호 의사소통을 어려운 이유는 같거나 비슷한 형태의 단어들이 전혀 다른 의미로 쓰이는 경우가 많기 때문이다. 전혀 다른 의미로 쓰이는 각 언어의 유사한 단어를 거짓짝(false friend)이라고 부른다. 예를 들어, 독일어의 남성 정관사 2격형인 des는 프랑스어에서는 복수부정관사로 쓰인다. 중국어의 ‘애인’(愛人)이 결혼한 배우자를 가리키는 말인데 비하여, 일본어에서는 배우자외의 (숨겨둔) 정부를 가리키는 뜻으로 쓰인다. 한국어에서의 쓰임새는 이와 또 다르다. 독일어-프랑스어의 경우는 우연히 모양이 같은 경우, 한중일의 경우는 의미상 미묘한 차이가 나는 경우다. 필리핀 여러 언어 사이에 공유되는 광범위한 단어가 이런 의미상 차이를 가지고 있다.

## 같이 보기
- 필리핀어군